# Alexandre-Charles-Louis de Valon du Boucheron d'Ambrugeac
Pour les articles homonymes, voir Valon.
Alexandre-Charles-Louis de Valon du Boucheron d’Ambrugeac, comte d'Ambrugeac, né à Paris le 12 juin 1770, mort le 10 novembre 1843 à Paris, était un émigré, chef chouan et maréchal de camp français en 1815.

## Biographie
Fils de Gabriel-Louis de Valon du Boucheron d’Ambrugeac,, (1732 - ), seigneur du Chey (ou Cheix), comte d'Ambrugeac, et de Louise-Jeanne d'Erlach. 
Il est le frère ainé de Louis Alexandre Marie Valon du Boucheron d’Ambrugeac, pair de France, né à Paris en 1771. 
Issu d'une famille du Limousin, Il porta le nom de comte de Vallon du vivant de son père. Il épouse Constance-Thérèse de Vimeur de Rochambeau (1784-1866) fille du vicomte de Rochambeau (1755-1813).

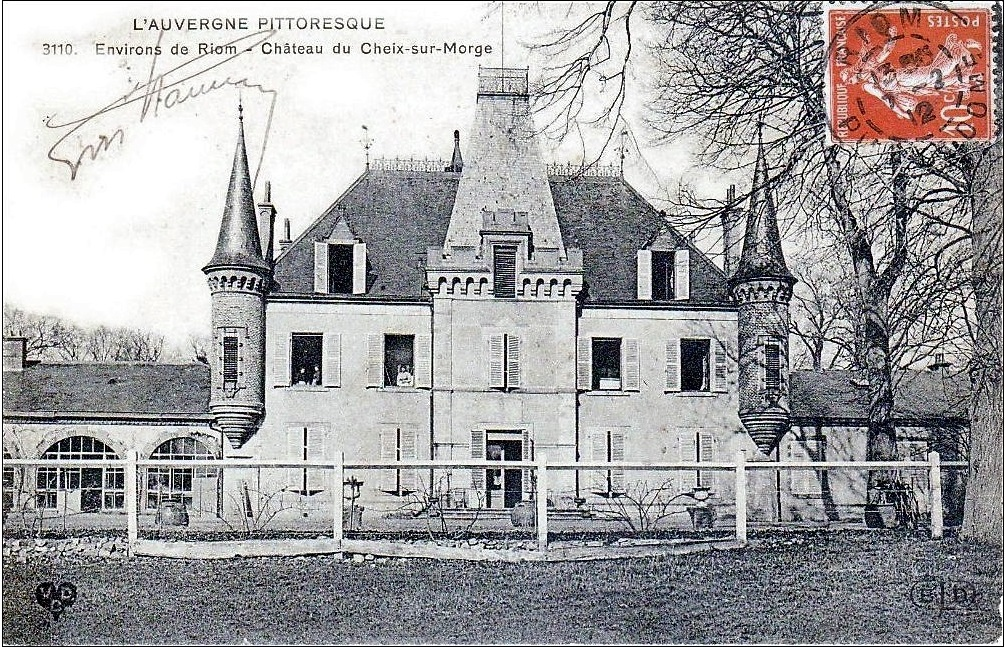
Château de Cheix-sur-Morge, propriété de la famille Vallon de Boucheron d'Ambrugeac.

### Ancien régime
Il entre au service le 9 septembre 1785 comme sous-lieutenant dans les dragons de Schomberg. 
En 1789, capitaine de dragons, il apaise avec succès une émeute populaire dans la ville de La Souterraine, province de la Marche, causée par la disette des blés, les marchands de blés eux-mêmes firent alors connaitre la conduite de cet officier, et la ville reconnaissante en consacra le souvenir par une pyramide et une place publique qui porte le nom de Valon. À la suite de cet événement, il reçut une lettre de remerciement du roi Louis XVI.

### Émigration
À la Révolution, il émigre en 1791, il rejoint les princes français à Coblenz, et pendant la campagne de 1792 organise la compagnie des gentilshommes d'Auvergne, puis un régiment dont il fut nommé major.
Après la campagne de 1793 et le licenciement de l'armée des Princes, il fut lieutenant-colonel au régiment de Wittgenstein en 1794, puis au régiment Loyal-émigrant à la solde de l'Angleterre,.
En 1794, il parvient à s'échapper de la ville de Nieuport assiégé par les troupes de la Convention en parlant allemand et en se faisant passer pour un charretier hanovrien, finalement fait prisonnier et conduit au tribunal révolutionnaire de Dunkerque puis à Ypres et enfin à Amiens où il est fait prisonnier de guerre, il s'échappe de nouveau et suit les princes en Suisse, puis en mars 1795 à Londres.
En 1797, il est critiqué et même arrêté après avoir pris du service pour les Bourbons d'Espagne,.  Il rentre en France en 1799.

### Consulat
En 1800, ayant pris du service à Saint-Domingue, il se trouve à Washington le 26 décembre, il tente de rencontrer à plusieurs reprises Thomas Jefferson.
Porteur d'une correspondance de Toussaint Louverture et n'ayant pas de moyen de rentrer en France, il obtient du gouvernement américain un passage de l'Atlantique sur le sloop Maryland.

### Premier empire
En 1813, il est nommé par Napoléon, colonel d'un régiment de gardes-d'honneur à la tête duquel il se distingue à Mayence, en 1814 après l'abdication de l'empereur  il se déclare en faveur du retour au pouvoir des Bourbon.

### Chouannerie
Durant les Cent-Jours et la chouannerie de 1815, il est nommé  le 16 mai, au nom du roi et du duc de Bourbon, maréchal de camp.
Sur proposition du baron de la Poterie, le général d'Andigné pris de court par les événements et le manque d'officiers qualifiés lui demande de prendre le commandement du département de la Sarthe « et pays circonvoisins, de l'organiser pour le service du roi, d'y placer les officiers qu'il jugera le plus dignes de commander ». Le chevalier d'Andigné émet toutefois quelques réserves à confier ce commandement à ce nouveau venu qu'il ne connait pas, et qui est étranger au pays.
Le 19 mai, Ambrugeac réunit à Durtal les anciens chef chouans ; Eugène de la Bonninière de Beaumont, Henri-René Bernard de la Frégeolière, Jacques Pierre André Guillot de la Poterie, François Châtelain dit Tranquille, et de Gastines.
Il participe à la prise de la ville du Mans, et du Lude avec Frégeolière le 9 juin 1815. 
Mais très vite, il entre en conflit  avec d'autres chef royalistes comme Gaullierdevant Sablé-sur-Sarthe, et plus tard Bernard de la Frégeolière, au sujet de la conduite de la guerre et la façon de commander les chouans, ce dernier décrit ainsi le général d'Ambrugeac :  « Officier courageux mais brouillon, plein de jactance et ne possédant aucune qualité, pour commander à des hommes qui servaient volontairement et dans leur propre pays ».

Le 16 juin, Bernard de la Frégeolière et le vicomte de Beaumont mécontents de sa direction, et avec l'accord du général d'Andigné se séparent du comte d'Ambrugeac,. 
D'après Louis d'Andigné ; «  Les officiers sortis des armées, ne comprenaient pas assez pour la plupart ce besoin de se populariser avant de demander beaucoup à leurs soldats. Comptant sur leur habitude de la guerre et des armées disciplinées, ils remplaçaient l'aménité et l'affabilité des anciens chefs du pays pour une dureté de commandement qui rebutait les hommes et les propriétaires. Aussi loin d'augmenter leur troupes plusieurs d'entre eux les virent se fondre et furent exposés à être abandonnés au premier revers ».
Le 15 juillet 1815, après la défaite de Waterloo et l'abdication de l'empereur, suivi du retour de Louis XVIII à Paris, Ambrugeac fait une entrée triomphale au Mans accompagné de son second le maréchal de camp Tranquille à la tête de 700 hommes.
Le comte d'Ambrugeac critiquera la mission de pacification du comte de Malartic envoyé par Fouché dans l'Ouest. I publia, pour sa défense, en 1816, un mémoire relatif à l'armée royale du Maine ou de la Sarthe en 1815.

### Restauration
Attaché au corps royal d'état-major créé par ordonnance du roi du 6 mai 1818,.

## Décorations
- Chevalier de l'Ordre royal et militaire de Saint-Louis en 1824[18].